# ووتشیتسه
ووتشیتسه (به چکی: Vevčice) یک منطقهٔ مسکونی در جمهوری چک است که در شهرستان زنویمو واقع شده‌است.
 ووتشیتسه ۵٫۹۲ کیلومتر مربع مساحت و ۷۵ نفر جمعیت دارد و ۲۶۷ متر بالاتر از سطح دریا واقع شده‌است.